# دوراهی جوجه‌تیغی

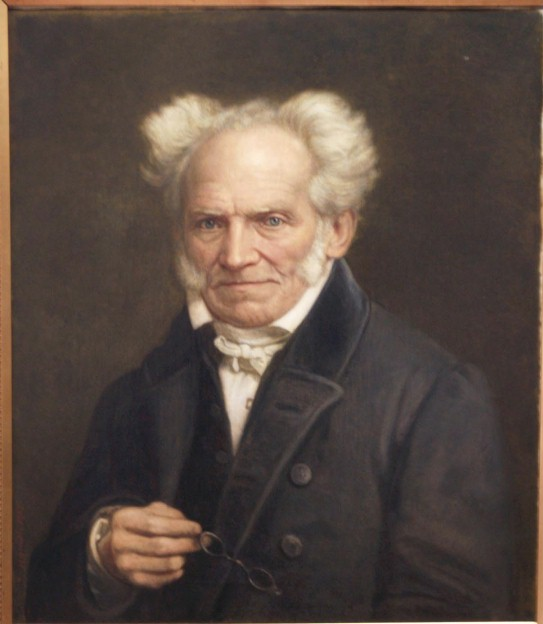
آرتور شوپنهاور دوراهی خارپشت را در کتاب خود متعلقات و ملحقات مطرح کرد.

دوراهی جوجه‌تیغی یا دوراهی خارپشت، استعاره‌ای از چالش‌های صمیمیت انسانی است. این دوراهی وضعیتی را توصیف می‌کند که در آن گروهی از جوجه‌تیغی‌ها در هوای سرد تلاش می‌کنند برای تقسیم گرما به یکدیگر نزدیک شوند؛ با این حال باید از هم جدا بمانند، زیرا نمی‌توانند از آسیب رساندن به یکدیگر به‌خاطر تیغ‌های تیز خود جلوگیری کنند. همهٔ آن‌ها قصد دارند یک رابطهٔ متقابل نزدیک داشته باشند، اما به دلایلی اجتناب‌ناپذیر ممکن است این رابطه شکل نگیرد.
آرتور شوپنهاور این استعاره را برای توصیف وضعیت فرد در ارتباط با دیگران در جامعه بیان کرده‌است. دوراهی جوجه‌تیغی نشان می‌دهد که با وجود حسن نیت، صمیمیت انسانی نمی‌تواند بدون آسیبی قابل توجه و دوجانبه رخ دهد که نتیجهٔ آن رفتار محتاطانه و روابط ضعیف است. با توجه به این استعاره به فرد توصیه می‌شود که در روابط خود با دیگران اعتدال داشته باشد؛ هم به دلیل نفع شخصی و هم برای ملاحظهٔ دیگران. از دوراهی جوجه‌تیغی برای توضیح انزوای خودخواسته نیز استفاده می‌شود.

## شوپنهاور
این مفهوم از تمثیل زیر در متعلقات و ملحقات اثر فیلسوف آلمانی، آرتور شوپنهاور سرچشمه می‌گیرد:
در یک روز سرد زمستانی چند جوجه‌تیغی دور هم جمع شدند تا با گرم کردن یکدیگر از یخ‌زدگی جلوگیری کنند. اما آن‌ها به زودی تأثیر تیغ‌هایشان را بر یکدگیر احساس کردند که باعث شد از هم دور شوند. نیازِ به گرما یک بار دیگر آن‌ها را به هم نزدیک کرد، اما اشکال تیغ‌ها دوباره تکرار شد. به این ترتیب آن‌ها میان دو مصیبت دررفت‌وآمد بودند تا این‌که فاصلهٔ مناسبی یافتند که در آن می‌توانستند یکدیگر را تحمل کنند؛ بنابراین نیازِ به تشکیل جامعه که از پوچی و یکنواختی زندگی انسان‌ها سرچشمه می‌گیرد، آن‌ها را به‌سوی هم می‌کشانَد؛ اما ویژگی‌های ناخوشایند و زنندهٔ فراوان‌شان باز آن‌ها را از هم دور می‌کند. فاصلهٔ میانه‌ای که در نهایت کشف می‌شود و به آن‌ها امکان می‌دهد تا با هم بودن را تحمل کنند، همان نزاکت و خوش‌اخلاقی است. در زبان انگلیسی به هر کس که به این امر پایبند نباشد گفته می‌شود که «فاصله‌اش را حفظ کند». به‌موجب آن، درست است که نیاز به گرمی متقابل فقط به شکلی ناقص ارضا می‌شود، اما از طرف دیگر، خراش تیغ‌ها احساس نمی‌شود. با این حال هر کس گرمای درونی زیادی داشته باشد، ترجیح می‌دهد به خواست خود از جامعه دوری کند تا از دردسر یا مزاحمت جلوگیری کند.

## فروید
داستان شوپنهاور توسط زیگموند فروید در پاورقی کتاب روان‌شناسی توده‌ای و تحلیل اگو نقل شده‌است (به آلمانی: Massenpsychologie und Ich-Analyse). فروید در مورد سفر خود به ایالات متحده در سال ۱۹۰۹ اظهار داشت: «من به آمریکا می‌روم تا یک جوجه‌تیغی وحشی را ببینم و چند سخنرانی ارائه کنم.»

## پژوهش‌های روان‌شناسی اجتماعی
این دوراهی در علوم روان‌شناسی معاصر مورد توجه تجربی قرار گرفته‌است. جان منر و همکارانش (ناتان دیوال، روی بامایستر و مارک شالر) هنگام تفسیر نتایج آزمایش‌هایی که نحوهٔ واکنش مردم به طرد اجتماعی را بررسی می‌کرد، به «مشکل خارپشت» شوپنهاور اشاره کردند. این مطالعه نشان داد که شرکت‌کنندگانی که طرد اجتماعی را تجربه کردند، بیشتر به دنبال پیوندهای اجتماعی جدید با دیگران بودند.

## در فرهنگ عامه
به تمثیل دوراهی جوجه‌تیغی در بسیاری از آثار رسانه‌ای از جمله انیمهٔ نئون جنسیس اونگلیون اشاره شده‌است.
فیلم کوتاه هِنری نسخه‌ای مدرنیستی از دوراهی جوجه‌تیغی است: در این داستان، جوجه تیغی در نهایت از طریق یک لاک پشت، یعنی موجودی اجتماعی که در برابر خارهای جوجه‌تیغی آسیب‌ناپذیر است، آرامش اجتماعی پیدا می‌کند. در زمینهٔ دوراهی اصلی، این می‌تواند نشان‌دهندهٔ نیاز به تنوع در ترجیحات اجتماعی انسان باشد.
آهنگ ژاپنی هارینِزومی از توتا کاسامورا نیز دربارهٔ دوراهی جوجه‌تیغی است.